# Jean-Yves Malmasson
Jean-Yves Malmasson (né en 1963, à Saint-Cloud) est un compositeur et un chef d'orchestre français.

## Biographie
Après des études de piano et d'ondes Martenot, ainsi que de composition au Conservatoire national de région de Boulogne-Billancourt, il a continué à étudier la composition et direction d'orchestre au Conservatoire national supérieur de musique de Paris, où il a remporté un premier prix de composition. Son poème symphonique orchestral « Le chant de Dahut » pour ondes Martenot et orchestre a remporté le prix de la SACEM en 1988 au Festival des tombées de la nuit, à Rennes.
Ses principaux professeurs sont Alain Louvier, Pierre Grouvel, Serge Nigg, Jacques Charpentier (technique d'écriture musicale et composition), et Jean-Claude Hartemann et Jean-Sébastien Bereau (direction).
Les compositions de Malmasson sont écrites dans un style expressif, à tonalité élargie qui utilise beaucoup de vocabulaire harmonique emprunté au style d'Olivier Messiaen (notamment dans l'œuvre de jeunesse « Un feu ardent dans un silence noir et froid » pour piano ). Malmasson est souvent inspiré par l'espace et l'astronomie (Mare Nostrum pour orchestre, Coro) .
En plus d'être le directeur musical de l'orchestre de la ville de Puteaux, un poste qu'il occupe depuis 1988, Jean- Yves Malmasson est également directeur de l'Orchestre philharmonique des Yvelines et de l'Ouest francilien et depuis 2007 de l'Orchestre symphonique de Villebon-sur-Yvette.

## Œuvres
- Op. 1 : Prélude (1978, durée : 5 min) pour orchestre
- Op. 2 : Un feu ardent dans un silence noir et froid (1980, durée : 5 min) pour piano
- Op. 3 : Variations sur "B.A.C.H."  (1981, durée : 8 min) pour piano
- Op. 4 : Symphonie nº 1 "DSCH", hommage à Dimitri Chostakovitch (1981–83, rév. 2000, durée : 30 min) pour orchestre
- Op. 5 : Invocation à la lune (1983, durée : 12 min) pour deux ondes Martenot, piano et percussion
- Op. 6 : Trois mélodies sur des poèmes de Charles Baudelaire (Hymine, Tristesses de la lune, Recueillement, 1984, durée : 11 min) pour voix et piano
- Op. 6b : Trois mélodies sur des poèmes de Charles Baudelaire (Hymine, Tristesses de la lune, Recueillement, 1984, arrg. 2001) pour voix, violoncelle et piano
- Op. 7 : Le chant de Dahut (1985, durée : 13 min) Évocation symphonique pour ondes Martenot et orchestre, d’après la légende de la ville d’Ys
- Op. 8 : Trois miniatures burlesques - Pierrot, Colombine, Arlequin (1988, durée : 12 min) pour quatuor à cordes
- Op.8a : Trois miniatures burlesques (1995) pour orchestre à cordes
- Op. 9 : Quatuor à cordes (1988–91, durée : 47 min) pour quatuor à cordes
- Op. 10 : La lettre à Eloïse (1991, durée : 3 min) pièce humoristique pour violon, piano et triangle
- Op. 11 : Estebaña (1991, durée : 4 min) pour violon, piano et "accessoires pittoresques"
- Op. 12 : Diptyque (1992, durée : 17 min) passacaille et scherzo sur un thème d'Alban Berg, pour violoncelle et piano
- Op. 13 : Métapastiches (1992–93, durée : 25 min) pour orchestre
- Op. 14 : Concerto grosso (1992–94, durée : 35 min) pour ondes Martenot, quatuor de percussions mélodiques et orchestre d’harmonie
- Op. 15 : Hymine aux lumières (1994, durée : 10 min) pour orchestre d’harmonie
- Op. 16 : Amuse-gueule (1994, durée : 4 min) pour orchestre d’harmonie
- Op. 17 : Trois poèmes de Paul Eluard (Le front aux vitres, Ma morte vivante, Les limites du malheur, 1996, durée : 15 min) pour baryton et quatuor (clar., cor, vl., vlc.)
- Op. 18 : Figurines (1996, durée : 15 min) pour quintette de cuivres.
- Op. 19 : Mare nostrum (1996, durée : 10 min) passacaille pour orchestre.
- Op. 20 : 3 pièces pour flûte et piano (Nocturne, Cantilène, Canicule, pièces d'enseignement, 1997)
- Op. 21 : 3 pièces pour piano (pièces d'enseignement) (Micropolka, Colère, Minimarche, 1997)
- Op. 22 : Sonatine entomologique pour flûte, hautbois, clarinette, basson et percussion (1997, durée : 8 min)
- Op. 23 : Corona borealis (1997, durée : 2 m) pour très grand orchestre
- Op.24 : Burlesques (Pierrot, Colombine, Scaramouche, Intermezzo, Arlequin, Lazzi, 1998, durée : 17 min) suite pour orchestre à cordes.
- Op. 25 : Trois poèmes de Charles Baudelaire (Hymine, Tristesses de la lune, Recueillement, 1999, durée : 11 min) pour voix et orchestre.
- Op. 26 : Quatre miniatures burlesques (Pierrot, Colombine, Scaramouche, Arlequin, 1999, durée : 12 min, transcription de l'op. 24) pour piano à 4 mains
- Op. 27 : Symphonie nº 2, pour orchestre à cordes (2000, durée : 47 min, transcription du quatuor op.9)
- Op. 28 : Mémoire du futur, ou cantate pour la paix (2000- ) cantate pour solistes, chœur et orchestre sur un texte de Hervé Miclos
- Op. 29 : 5 aphorismes in memoriam D. D. Chostakovitch, trio nº 1 pour violon, violoncelle et piano (I. Nocturne, II. Toccata, III. Elégie, IV. Humoresque, V. Passacaille, 2001, durée : 10 min)
- Op. 30 : Les fleurs du désir (2001, durée : 18 min) cantate de chambre pour soprano, violon, violoncelle et piano
- Op. 31 : Sinfonietta (2002, durée : 12 min) pour orchestre à cordes, piano et percussions
- Op. 32 : Sketches à quatre (I. Micropolka, II. Cantilène, III. Minimarche, 2002, durée : 6 min) trois pièces faciles pour quatuor à cordes
- Op. 33 : Aux bien brûlants astres d'or (1995–2002, durée : 45 min), Symphonie nº 3 pour chœur et orchestre, Hommage à Claudio Abbado
- Op. 34a : Album pour Odile (2003, durée : 6 min) 3 pièces faciles pour clarinette et piano
- Op. 34b : Duos pour Odile (2003, durée : 3 min) 2 pièces faciles pour deux clarinettes et piano
- Op. 34c : Album pour Odile (2003, transcription 2005, durée : 6 min) 3 pièces faciles pour saxophone alto et  piano
- Op. 34d : Duos pour Odile (2003, transcription 2005, durée : 3 min) 2 pièces faciles pour 2 saxophones alto et piano
- Op. 35 : De soleil et de vent (2004, durée : 7 min 30 s) pour ondes Martenot solo
- Op. 36 : Les exilés, trio nº 2, monodrame lyrique pour comédien, violon, violoncelle et piano (2004–2005, durée : 70 min), musique pour la nouvelle éponyme de Laurent Bouëxière
- Op. 36b : Trio pour violon, violoncelle et piano (2004 - 2005, rév. 2010)
- Op. 37 : Trois figurines (2005, durée : 6 min 30 s, transcription de trois pièces extraites des Figurines opus 18) récitatif, choral et fugue pour orgue
- Op. 38 : Tonton Claudio (2006, durée : avec lecture du texte : 45 min) conte musical pour narrateur et 14 instruments, pour présenter les instruments aux enfants
- Op. 39 : Croquis asymétriques (2006, durée : 16 min) Petit carnet de 9 duos de violons
- Op. 40 : Cantilène pour François (2006, durée : 3 min 30 s) pour violoncelle solo
- Op. 41 : Fantaisie sur Les brigands d'Offenbach (2007, durée : 14 min) pour quatuor ou ensemble de clarinettes
- Op. 41b : Fantaisie sur Les brigands d'Offenbach (2007, arr. 2008) pour quatuor ou ensemble de saxophones
- Op. 41c : Fantaisie sur Les brigands d'Offenbach (2007, arr. 2009) pour quatuor à cordes
- Op. 42 : Mouvement symphonique (2007, durée : 9 min) pour orchestre
- Op. 43 : Frontispice (2008, durée : 8 min) pour orchestre
- Op. 44 : Points de suspension (2008) Nocturne pour clarinette en si bémol et violoncelle
- Op. 45 : Un songe d'outre monde (2009) pour flûte indienne d'Amérique en fa et trois toms
- Op. 46 : Une chanson douce (2010) pour chant et piano
- Op. 47 : Quatre soleils verts - Symphonie nº 4 (2011) poème pour mezzo-soprano, chœur mixte et orchestre
- Op. 48 : Symphonie de poche (2011) pour orchestre d'élèves
- Op. 49 : Last post, for Claude (2012) pour bugle solo (ou trompette en si bémol)
- Op. 50 : Ode au fromage (2012) chanson pour chant et piano sur un poème de Ferdinand Roilette
- Op. 51 : La pomme (2012) chanson pour chant et piano
- Op. 52 : Extra (2011-2013) Opéra-bouffe en trois actes, Livret de Laurent Bouëxière